# Souto de Rebordões
Rebordões de Souto ou Souto de Rebordões, oficialmente Rebordões (Souto), é uma freguesia portuguesa do município de Ponte de Lima, com 7,25 km² de área e 1011 habitantes (censo de 2021). A sua densidade populacional é 139,4 hab./km².
Souto de Rebordões foi antigamente denominada S. Salvador do Souto e era a sede do extinto concelho de Souto de Rebordões integrado também pela freguesia de Santa Maria de Rebordões, sendo a sede deste pequeno concelho, que entretanto foi extinto pela Reforma de Passos Manuel, operada pelo Decreto de 6 de Novembro de 1836.
Segundo o Pe. Carvalho, Souto era abadia da apresentação da mitra, ou do padroado real, de acordo com a “Estatística Paroquial”. O prior tinha duzentos e cinquenta mil réis de rendimento.  

## Demografia
A população registada nos censos foi:
| Distribuição da População por Grupos Etários | Distribuição da População por Grupos Etários | Distribuição da População por Grupos Etários | Distribuição da População por Grupos Etários | Distribuição da População por Grupos Etários |
| -------------------------------------------- | -------------------------------------------- | -------------------------------------------- | -------------------------------------------- | -------------------------------------------- |
| Ano                                          | 0-14 Anos                                    | 15-24 Anos                                   | 25-64 Anos                                   | > 65 Anos                                    |
| 2001                                         | 275                                          | 214                                          | 595                                          | 169                                          |
| 2011                                         | 187                                          | 150                                          | 582                                          | 208                                          |
| 2021                                         | 118                                          | 122                                          | 530                                          | 241                                          |

## Património
- Igreja de São Salvador de Souto